# Itália nos Jogos Olímpicos de Inverno de 1932
A Itália competiu nos Jogos Olímpicos de Inverno de 1932, realizados em Lake Placid, Estados Unidos.